# Хаясіо (1940)
Хаясіо (Hayashio, яп. 早潮) — ескадрений міноносець Імперського флоту Японії, який брав участь у Другій світовій війні.
Корабель, який став сьомим (за датою закладання) серед есмінців типу «Кагеро», спорудили у 1940 році на верфі Uraga Dock.
На момент вступу Японії до Другої світової війни «Хаясіо» належав до 15-ї дивізії ескадрених міноносців. 1 грудня 1941-го дивізія прибула з Японії до Палау (важлива база на заході Каролінських островів), а 6 грудня її есмінці вийшли звідси для прикриття загону легкого авіаносця «Рюдзьо», який у день нападу на Перл-Гарбор здійснив рейд на Давао (південне узбережжя філіппінського острова Мінданао). 10—11 грудня «Хаясіо» разом зі ще одним есмінцем 15-ї дивізії та флагманом ескадри легким крейсером «Дзінцу» прикривав мінний загороджувач «Яеяма», який здійснив постановку мін у протоці Сурігао (веде зі внутрішніх морів Філіппін до Філіппінського моря між островами Лейте та Мінданао).
12 грудня 1941-го разом з іншими есмінцями своєї дивізії «Хаясіо» приєднався до прикриття конвою з Палау, який цього дня висадив десант на південно-східному завершенні острова Лусон у Легаспі (японське командування запланувало кілька допоміжних десантів на Філіппінах, що мали передувати вторгненню головних сил до затоки Лінгаєн на заході Лусону).
14 грудня 1941-го «Хаясіо» повернувся на Палау, а вже 17 грудня вирушив звідси в супроводі загону, який мав захопити Давао. Висадка відбулась 20 грудня та не зустріла серйозного спротиву.
23 грудня 1941-го Оясіо разом зі ще трьома есмінцями своєї дивізії та легким крейсером «Дзінцу» рушив з Давао для прикриття десанту на острів Голо у філіппінському архіпелазі Сулу (тут планували створити базу для подальшого просування у нафтовидобувні регіони на сході острова Борнео). Висадка розпочалась наприкінці 24 грудня та вже вранці наступного дня Голо опинився в руках японців. 28 грудня «Хаясіо» повернувся до Давао, після чого протягом кількох діб залучався до патрулювання прилеглої затоки.
У першій декаді січня 1942-го 15-ту дивізію залучили до прикриття десантної операції в районі Менадо на північно-східному півострові острова Целебес (Сулавесі). 9 січня «Хаясіо» вийшов з району Давао в південному напрямку, в ніч проти 11 січня відбулась висадка, а пізніше тієї ж доби «Хаясіо» вів вогонь по ворожих літаках та провадив античовнові заходи.
21 січня 1942-го «Хаясіо» узявся за прикриття сил, які вийшли з району Менадо для висадки в Кендарі на південно-східному півострові Целебесу. За кілька годин до висадки, яка сталася в ніч проти 24 січня, «Хаясіо» приєднався до легкого крейсера «Нагара». 24 січня есмінець відкрив артилерійський вогонь по виявленому підводному човну, а потім провів скидання глибинних бомб. Хоча за результатами цієї акції «Хаясіо» претендував на потоплення субмарини, проте це наразі не знайшло підтвердження.
29 січня 1942-го «Хаясіо» вирушив для прикриття сил висадки на острів Амбон, десантування на який почалось у ніч проти 31 січня. Хоча цього разу бої з союзними силами затягнулись на кілька діб і лише 3 лютого острів узяли під повний контроль, «Хаясіо» вже 1 лютого перейшов назад до Кендарі.
6 лютого 1942-го «Хаясіо» та інші есмінці 15-ї дивізії залучили до операції захоплення Макассару на південно-західному півострові Целебеса. Висадка тут сталася в ніч проти 8 лютого, причому незадовго до неї ворожий підводний човен торпедував один з есмінців дивізії «Нацусіо» (що через певний час призвело до втрати цього корабля). 11 лютого «Хаясіо» знову приєднався до крейсера «Нагара» та наступної доби прибув разом з ним до Кендарі. 14—15 лютого есмінець пройшов далі на Амбон.
У середині лютого 1942-го «Хаясіо» залучили до прикриття операції заволодіння островом Тимор. У межах останньої 16—17 лютого з Амбону вийшли два транспортні загони, при цьому «Хаясіо» та ще п'ять есмінців супроводжували той з них, що прямував до Купангу в західній, нідерландській, частині Тимору (всього для прикриття транспортів залучили легкий крейсер та 9 есмінців). Висадка відбулася в ніч проти 20 лютого, при цьому «Хаясіо» в межах артилерійської підтримки випустив 38 снарядів головного калібру.
26 лютого 1942-го «Хаясіо» вирушив з Купангу у складі охорони загону великих артилерійських кораблів адмірала Кондо, який разом з авіаносним з'єднанням вирушив у рейд для перехоплення ворожих комунікацій до острова Ява. Під час цього походу «Хаясіо» 2 березня захопив нідерландське судно Sigli (1579 GRT, надалі використовувалось як "Сігуре-Мару"). Втім, за іншими припущеннями, цим судном могли бути Duymer Van Twist або Speelman, які також стали трофеями під час яванської операції. 5 березня есмінець дістав наказ прямувати із захопленим судном до Макассару, куди прибув 8 березня. 10 березня «Хаясіо» прибув до Старінг-Бей (затока неподалік Кендарі).
15–22 березня «Хаясіо» разом із двома іншими есмінцями 15-ї дивізії супроводжував зі Старінг-Бей на ремонт до Сасебо авіаносець «Кага» (останній брав участь у рейді на Яву попри отримане ще за місяць до того при навігаційній аварії пошкодження, проте наразі японські авіаносці готувались до значно серйознішого походу в Індійський океан, а «Кага» не міг розвивати повний хід).
У першій половині квітня 1942-го «Хаясіо» пройшов короткий доковий ремонт у Куре, а 17 квітня рушив у складі своєї дивізії на Філіппіни. 18 квітня ці кораблі відізвали для протидії рейду Дуліттла, при цьому 19 квітня «Хаясіо» доручили затримати радянське судно «Ангарстрой». Останнє зустріло японську ескадру та, на думку японців, здійснило передачу розвідувальних даних. 23 квітня есмінець привів «Агарстрой» до порту Кусімото (острів Хонсю), після чого попрямував до Такао (наразі Гаосюн на Тайвані), де 25 квітня 15-та дивізія провела дозаправку (що стосується «Ангарстрою», то за кілька діб японці звільнили судно, проте вже 11 травня воно було потоплене внаслідок атаки підводного човна). З Такао два есмінці дивізії попрямували до центральної частини Філіппінського архіпелагу для підтримки операцій з її окупації, а «Хаясіо» вирушив для блокади Маніли, в районі якої ще тримались американські війська.
10 травня есмінці 15-ї дивізії вирушили для супроводу авіаносця «Сьокаку», який дістав пошкодження в битві в Кораловому морі та повертався через Філіппінське море до Японії під охороною двох есмінців. 12 травня «Хаясіо» та інші кораблі зустрілись із «Сьокаку» західніше від Маріанських островів (після цього один з есмінців попереднього ескорту попрямував на Сайпан), а 17 травня весь загін досягнув Куре.
21–25 травня 1942-го в межах підготовки операції проти атола Мідвей «Хаясіо» разом з іншими есмінцями 15-ї (а також 16-ї та 18-ї) дивізії пройшов з Куре на острів Сайпан (Маріанські острови), ескортуючи при цьому гідроавіаносці «Тітосе» та «Камікава-Мару». 28 травня есмінці вийшли з Сайпану, супроводжуючи транспорти з військами. Катастрофічна поразка авіаносного з'єднання в битві 4–5 червня під Мідвеєм призвела до скасування операції, після 10 червня «Хаясіо» разом з іншими кораблями 15-ї дивізії, а також легким крейсером «Дзінцу» та 16-ю дивізією ескадрених міноносців прибув на Гуам (Маріанські острови).
Станом на останню декаду червня 1942-го «Хаясіо» вже перебував у Японії. 26–28 червня він та ще один есмінець дивізії «Куросіо» супроводжували гідроавіаносець «Тітосе» у рейсі до Тітідзіми (острови Огасавара), звідки «Тітосе» рушив 29 числа у зворотний рейс під охороною «Хаясіо» («Куросіо» дещо затримався біля острова).
16 липня 1942-го «Хаясіо» та 6 інших есмінців вийшли для супроводу важких крейсерів «Кумано» та «Судзуя», що пройшли через Сінгапур до Бірми в межах підготовки до рейду в Індійський океан (невдовзі після виходу на островах Рюкю до них приєднались ще два есмінці охорони, а в Сінгапурі ще один). 29 липня під час прямування в Малаккській протоці загін був безрезультатно атакований нідерландським підводним човном O-23, після чого японський ескорт так само невдало контратакував глибинними бомбами. 30 липня крейсери з їхнім супроводом дістались до Мергуй (наразі М'єй на східному узбережжі Андаманського моря).
Втім, через тиждень союзники висадились на сході Соломонових островів, що започаткувало шестимісячну битву за Гуадалканал та змусило японське командування перекидати сюди підкріплення. Як наслідок, рейд до Індійського океану скасували і «Хаясіо» разом з тими ж трьома есмінцями вже 8 серпня 1942-го рушив для ескорту крейсерів до Мікронезії. Під час проходження повз Трук (велика японська база в центральній частині Каролінських островів) 21 серпня есмінці заходили на атол для дозаправки, після чого попрямували наздогін за крейсерами для приєднання до сил флоту, зібраних з метою проведення конвою з підкріпленнями для Гуадалканалу. Рух конвою виявився остаточно перерваним 25 серпня унаслідок ударів літаків з островів Еспіриту-Санто та Гуадалканал (добою раніше транспортне угруповання перечікувало битву авіаносних з'єднань біля східних Соломонових островів), проте «Хаясіо» й далі перебував у морі ще тривалий час, супроводжуючи сили адмірала Кондо (лінкори, крейсери), які патрулювали північніше від Соломонових островів. У цей період корабель тимчасово використовувався як флагманський командиром 2-ї ескадри есмінців адміралом Танакою, оскільки штатний флагманський корабель цього з'єднання легкий крейсер «Дзінцу» зазнав пошкоджень під час серпневих боїв. 26 вересня вже під час перебування на Труку Танака перевів свій штаб на легкий крейсер «Ісудзу».
29 вересня 1942-го «Хаясіо» разом з іншими есмінцями 15-ї дивізії вирушив з Труку для зустрічі гідроавіаносця «Ніссін». Останній прямував у район Кавієнгу (друга за значенням японська база в архіпелазі Бісмарка на північному завершенні острова Нова Ірландія), де мав зустрітись з ескортом для подальшого переходу на якірну стоянку Шортленд (прикрита групою невеликих островів Шортленд акваторія біля південного завершення острова Бугенвіль, де зазвичай відстоювались бойові кораблі та перевалювались вантажі для відправлення їх далі на схід Соломонових островів).
3 жовтня 1942-го есмінці 15-ї дивізії вирушили у транспортний рейс до Гуадалканалу, маючи на борту бійців та предмети матеріального забезпечення. Взагалі, в наступні місяці мало не найголовнішим завданням для Оясіо були транспортні рейси (доставка підкріплень та вантажів на швидкохідних есмінцях до району активних бойових дій стала типовою для японського флоту в кампанії на Соломонових островах). 6 жовтня дивізія «Хаясіо» знов рушила до Гуадалканалу, в ніч проти 7 числа розвантажилась, а вже близько полудня була на Шортленді. Черговий рейс провели 9—10 жовтня, при цьому, окрім «Хаясіо», у ньому взяли участь ще 4 есмінці та 1 легкий крейсер, які в сукупності доправили майже вісім сотень бійців (під час цього походу один з есмінців групи зазнав пошкоджень при авіанальоті).
Далі настала кількатижнева перева у транспортній діяльності «Хаясіо». 11 жовтня 1942-го він полишив стоянку Шортленд, щоб долучитись до головних сил, які тієї ж доби вийшли з Труку. 12 жовтня шість есмінців з Шортленду (в тому числі всі чотири з 15-ї дивізії — до її складу вже певний час як ввели «Кагеро») приєднались до загону адмірала Куріти, головну силу якого становили лінкори «Харуна» та «Конго». Останні в перші години 13 жовтня провели вдалий обстріл аеродрому Гендерсон-Філд, знищивши понад чотири десятки ворожих літаків. «Хаясіо» в цій операції також випустив 14 снарядів головного калібру. Після обстрілу загін Куріти повернувся до сил під командуванням адмірала Конде, які патрулювали північніше від Соломонових островів. 15 жовтня з них виділили ще один рейдовий загін із 2 важких крейсерів під охороною легкого крейсера та 7 есмінців (і серед них «Хаясіо»), який у ніч проти 16 жовтня також провів бомбардування аеродрому (втім, без такого успіху як попереднє). Далі «Хаясіо» та «Куросіо» перейшли до складу ескорту авіаносців «Хійо» та «Дзюнйо». 26 жовтня 1942-го під час битви біля островів Санта-Круз зазначені есмінці охороняли «Дзюнйо», а 30 жовтня прибули разом з ним на Трук.
3—5 листопада 1942-го «Хаясіо» разом із п'ятьма іншими есмінцями супроводжував важкі крейсери «Судзуя» та «Мая» з Труку до Шортленду.
7 листопада 1942-го «Хаясіо» разом зі ще 10 есмінцями виконав черговий транспортний рейс до Гуадалканалу, під час якого на острів доправили 1300 військовослужбовців та вивезли 500 поранених і хворих (проте два есмінці загону зазнали пошкоджень від авіаударів).
13 листопада «Хаясіо» залучили до супроводу великого конвою транспортних суден. Проведення останнього призвело до вирішальної морської битви біля острова, в якій японці зазнали поразки. У ніч проти 15 листопада, вже після загибелі більшості транспортів, «Хаясіо» охороняв останні чотири судна, які в підсумку викинулись на берег Гуадалканалу, щоб хоч таким чином доправити підкріплення та припаси. Ввечері 15 числа есмінець повернувся на Шортленд.
16—17 листопада 1942-го «Хаясіо» та ще 5 есмінців здійснили перехід до Рабаулу (головна передова база японців у архіпелазі Бісмарка, з якої провадились операції на Соломонових островах та сході Нової Гвінеї) разом з важким крейсером «Тьокай», який був пошкоджений авіацією під час тієї ж битви біля Гуадалканалу. Після цього 17—18 листопада «Хаясіо» супроводжував з Рабаулу до Кавієнгу (друга за значенням японська база у архіпелазі Бісмарка, розташована на північному завершенні острова Нова Ірландія) загін із важких крейсерів «Судзуя» та «Мая» і легкого крейсера «Тенрю». В той самий час інші есмінці залучили для доставки підкріплень на Нову Гвінею, де 16 листопада 1942-го союзники почали наступ на район Буна-Гона (півострів Папуа).
22 листопада 1942-го «Хаясіо» вирушив назад з Кавієнга в Рабаул, прибув на останню базу 23 числа й увечері тієї ж доби разом зі ще 4 есмінцями вирушив для доставки підкріплень та припасів іншому новогвінейському гарнізону в Лае (у глибині затоки Хуон). Ввечері 24 листопада ворожі літаки, скориставшись підсвіткою від місячного сяйва, кілька разів атакували «Хаясіо» в затоці Хуон. Внаслідок близьких вибухів вийшов з ладу один із двигунів, а потім сталось і пряме влучання бомби. «Хаясіо» став на якір у затоці Гуна, де намагався приборкати пожежу, що виникла на борту. Втім, через годину сталась детонація переднього артилерійського погреба, а ще через якийсь час вибухнула частина торпед. Екіпаж полишив «Хаясіо», який був добитий артилерією есмінця «Сірацую». Після цього загін есмінців ліг на зворотній курс до Рабаула.
В останньому рейсі на «Хаясіо» загинуло 50 членів екіпажу. 25 листопада 1942-го вцілілі повернулись до Рабаулу на борту есмінця «Інадзума», який, імовірно, прийняв їх з «Сірацую».